# Hemicordulia olympica
Hemicordulia olympica är en trollsländeart som beskrevs av Maurits Anne Lieftinck 1942. Hemicordulia olympica ingår i släktet Hemicordulia och familjen skimmertrollsländor. Inga underarter finns listade i Catalogue of Life.